# Vladimir Sabich
Vladimir Peter „Spider” Sabich (ur. 9 stycznia 1945 w Kyburz, zm. 21 marca 1976 w Aspen) – amerykański narciarz alpejski.
Nie startował na żadnych mistrzostwach świata. Wziął udział w slalomie na igrzyskach w Grenoble, gdzie zajął 5. miejsce. Najlepsze wyniki w Pucharze Świata osiągnął w sezonie 1968/1969, kiedy to zajął 11. miejsce w klasyfikacji generalnej.

## Sukcesy

### Puchar Świata

#### Miejsca w klasyfikacji generalnej
- 1966/1967 – 32.
- 1967/1968 – 17.
- 1968/1969 – 11.
- 1969/1970 – 30.

#### Miejsca na podium
1. Wengen – 12 stycznia 1968 (slalom) – 2. miejsce
2. Heavenly Valley – 7 kwietnia 1968 (slalom) – 1. miejsce
3. Megève – 26 stycznia 1969 (slalom) – 3. miejsce
4. Lienz – 21 grudnia 1969 (slalom) – 3. miejsce